# Régiments d'infanterie français d'Ancien Régime (O)
Cet article présente la liste des régiments d'infanterie français d'Ancien Régime, commençant par la lettre O.

## O
- Régiment d'O'Bergheiz 

C'est l'ancien régiment de Berwick-Étranger (1702-1704), qui est renommé « régiment d'O'Bergheiz » après avoir été donné en 1704 à N. O'Bergheiz. Engagé dans la guerre de Succession d'Espagne il prend le nom de régiment d'O'Davan après avoir été donné en 1708 à N. O'Davan.
- Régiment d'Oberkampf 

Le régiment, suisse, est levé le 6 février 1690 par Henri Oberkampf et qui prend le nom de régiment de Polier après avoir été cédé immédiatement à Jean Polier, de Berne.
- Régiment d'O'Brien 

Ce régiment irlandais, commandé par le colonel Daniel O'Brien (1693) (en) vicomte de Clare (en) passe au service de la France le 18 juin 1690 et est engagé dans la guerre de la Ligue d'Augsbourg. Il prend le nom de régiment de Leé (1693-1694) le 18 novembre 1693 après avoir été donné à André de Lée. Après avoir porté les noms de régiment de Talbot de 1694 à 1696 et de régiment de Clare de 1696 à 1706, il reprend le nom de « régiment d'O'Brien » le 11 août 1706 après avoir été donné à Morogh O'Brien. Le 3 août 1720 il prend une nouvelle fois le nom de régiment de Clare après avoir été donné à Charles O'Brien de Clare.

Régiment d'O'Brien
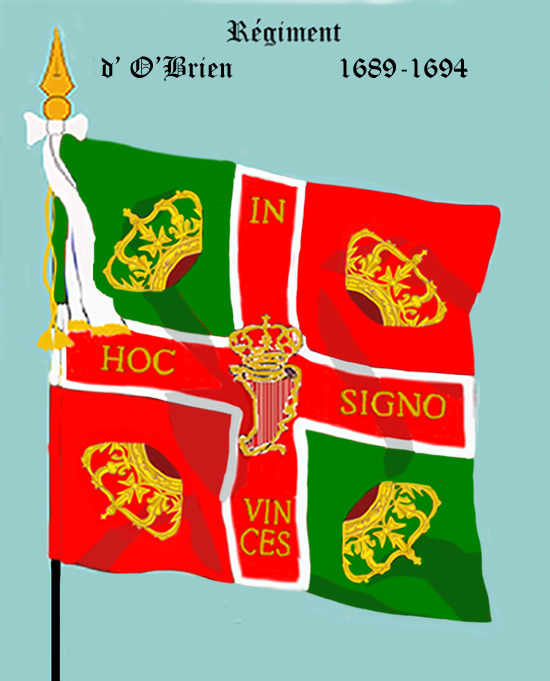
de 1689 à 1694
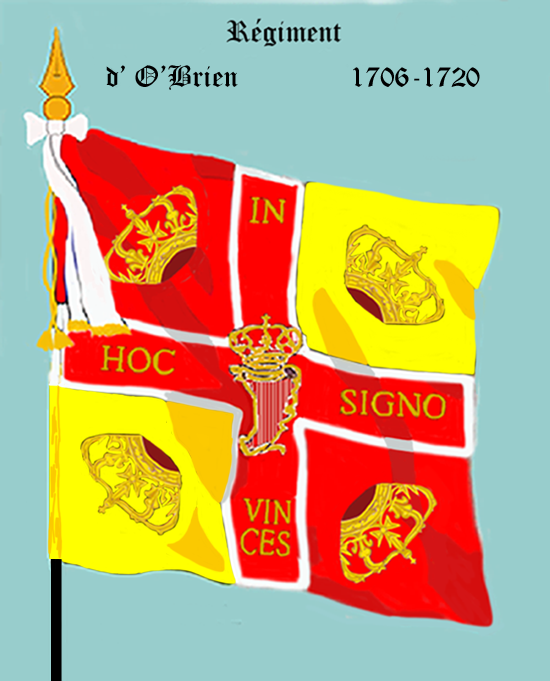
de 1706 à 1720

- Régiment d'O'Davan

C'est l'ancien régiment d'O'Bergheiz, qui est renommé « régiment d'O'Davan » après avoir été donné en 1708 à N. O'Davan. Engagé dans la guerre de Succession d'Espagne il est incorporé en 1713 dans les régiments irlandais.
- Régiment d'O'Donnel 

C'est l'ancien régiment de Fitzgerald, qui est renommé « régiment d'O'Donnel » après avoir été donné le 7 août 1708 à Daniel O'Donnel de Tyrconnel (en). Dans le cadre de la guerre de Succession d'Espagne, il participe à la bataille de Malplaquet en 1709, à la bataille d'Arleux en 1711, à la bataille de Denain, et aux prises de Douai et du Quesnoy en 1712, et aux sièges de Landau et de Fribourg en 1713. Il est incorporé le 6 février 1715 dans le régiment de Clare.
- Régiment d'O'Gilwy 

Ce régiment irlandais est levé le 28 février 1747 par David O'Gilwy, comte d'Airely, et formé avec les débris des corps jacobites écrasés à la bataille de Culloden. Engagé dans la guerre de Succession d'Autriche, il rejoint l'armée de Flandre et participe au siège de Maastricht en 1616. Après la paix, il se trouve au camp d'Aimeries en 1753 et au camp de Calais en 1756. Dans le cadre de la guerre de Sept Ans, il sert sur les côtes de Flandre en 1758 et 1759 puis à l'armée d'Allemagne en 1760 et participe aux campagnes de 1761 et 1762 en Flandre. Il est incorporé le 21 décembre 1762 dans le régiment de Clare. Ce régiment portait habit bleu, doublure, veste, parements culotte et collets rouges, parement petit, carré et sans boutons; douze boutons à l'habit et autant à la veste, trois sur chaque poche de la veste, boutonnières et boutons jaunes, pattes de poches ordinaires garnies de trois boutons et boutonnières, chapeau bordé d'or.

Régiment d'O'Gilwy
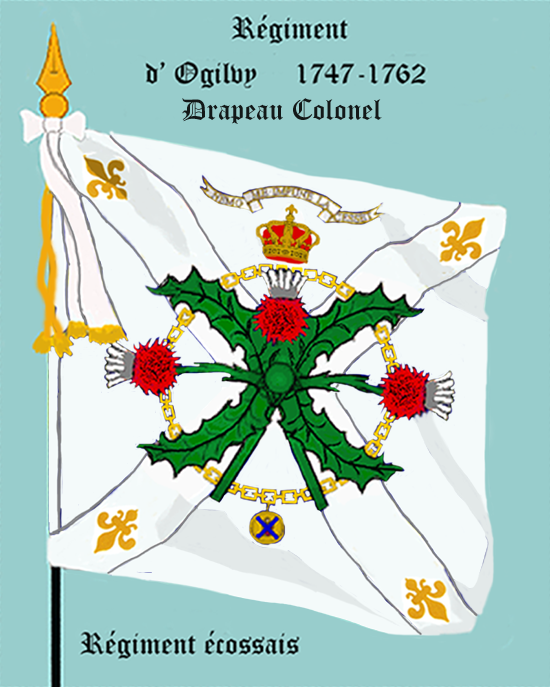
drapeau colonel
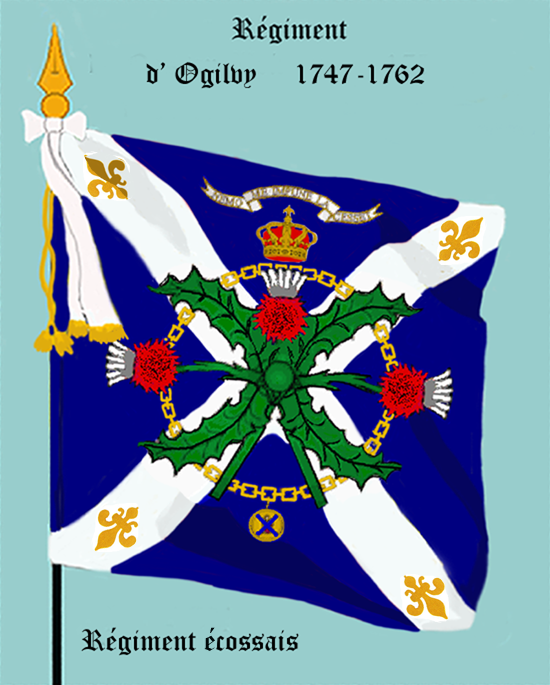
de 1747 à 1762

- Régiment d'Oëhm 

Ce régiment allemand, sous le commandement du colonel Jean-Bernard Oëhm, est admis au service de la France en juillet 1638, dans le cadre de la guerre de Trente Ans. Il sert en Allemagne sous les commandements de Condé et de Turenne jusqu'en 1648. Licencié le 2 octobre 1648, il est rétabli le 12 mars 1649 puis il est licencié à la fin de cette année.
- Régiment d'Oléron (1648-1651)

Le régiment est levé sous ce titre le 6 juin 1648 par Louis de Foucaud, comte du Daugnon, pour tenir garnison à l'île d'Oléron. Il devient un régiment frondeur en 1650, et il est licencié en décembre 1651.
- Régiment d'Oléron (1648-1651)

Le régiment est levé sous ce titre le 2 janvier 1693 et donné à N. chevalier de Tillières. Durant la guerre de la Ligue d'Augsbourg, il sert sur les côtes françaises et en Flandre jusqu'à la paix de Riswick. Engagé dans la guerre de Succession d'Espagne, il est affecté à l'armée de Flandre en 1701, et passe en Espagne en 1703 et participe à l'expédition de Portugal en 1704 et rejoint l'armée d'Andalousie en 1705 et se trouve au siège de Barcelone en 1706 à 1707. Donné le 19 juin 1707 à Jean de Layser, marquis de Siougeat avec lequel il participe à la prise de Lérida en 1707, à la prise de Tortose en 1708, rejoint l'armée de Roussillon en 1710, participe à la défense de Sète, et à la prise de Gérone (ca) en 1710, puis il rejoint l'armée de Dauphiné en 1711 et 1712 et retourne en Espagne pour se porter au secours de Gérone (ca) en 1712 et au siège de Barcelone en 1714. Il est licencié le 20 septembre 1714 après la paix.
- Régiment d'Olonne

C'est l'ancien régiment de Sanzay, qui donné le 24 septembre 1716, à Charles-Paul Sigismond de Montmorency-Luxembourg, duc d'Olonne est renommé « régiment d'Olonne ». Engagé dans la guerre de la Quadruple-Alliance il se trouve à l'armée des Pyrénées en 1719. Il prend le nom de régiment de Ligny après avoir été donné le 28 octobre 1721 à Anne de Montmorency-Luxembourg, comte de Ligny.

Régiment d'Olonne
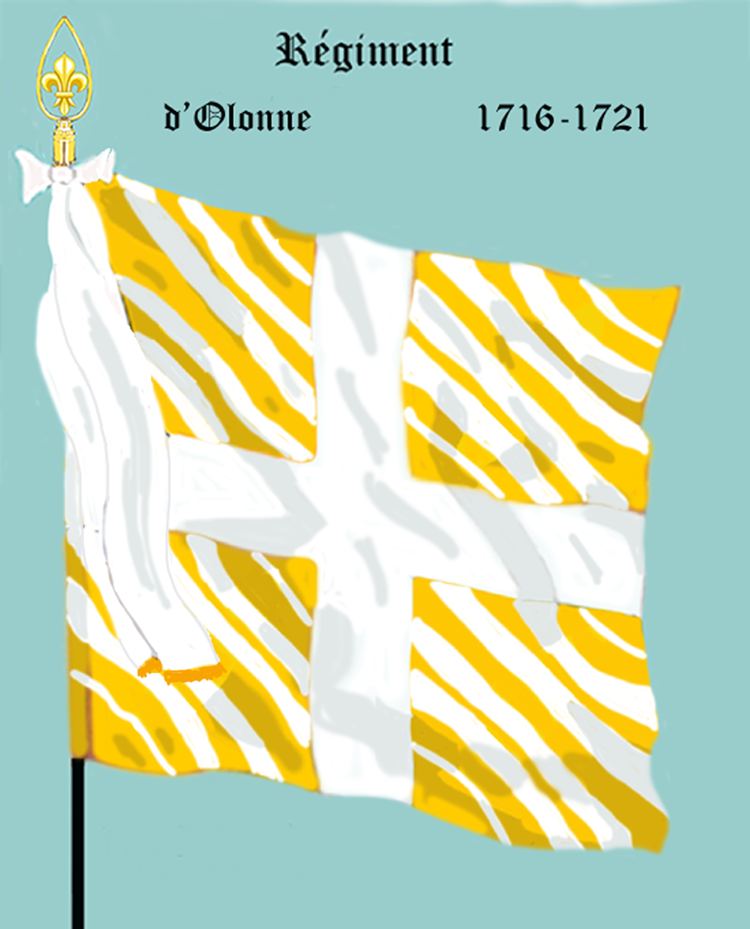
de 1716 à 1721

- Régiment d'Onzain

C'est l'ancien régiment d'Alluye, qui, après avoir été donné à N. de Vibraye, comte d'Onzain, est renommé « régiment d'Onzain » en 1638. Il est licencié en 1639.
- Régiment d'O'Reilly 

Ce régiment irlandais est levé le 8 juillet 1635, par N. d'O'Reilly dans le cadre de la guerre de Trente Ans. Envoyé au secours de Mayence en 1635, il rejoint l'armée de Picardie en 1636, puis l'armée de Roussillon en 1639 avec laquelle il est envoyé au secours de Salses. Il rejoint l'armée d'Italie en 1640 et est licencié en 1641.
- Régiment d'Oraison

Le régiment est levé, en Provence en mai 1585, par André d'Oraison de Soleillas, dans le cadre de la huitième guerre de Religion. Il sert en Guyenne et est licencié après la campagne.
- Régiment d'Oribeau

Ce régiment est levé le 29 avril 1625, par N. d'Oribeau dans le cadre de la guerre de Trente Ans. Il sert en Piémont et est licencié en mai 1626.
- Régiment d'Orléanais (1597-1598)

Ce régiment est levé sous ce titre et sur le pied de 1 550 hommes, le 6 mars 1597, dans les provinces d'Orléanais et de Touraine. En 1597, il se trouve au siège d'Amiens et est licencié 6 mai 1598 et renvoyé aux garnisons.
- Régiment d'Orléanais (1693-1714)

Ce régiment est levé sous ce titre le 1er janvier 1693, et donné à René, marquis de Mailly. Durant la guerre de la Ligue d'Augsbourg, il sert en Flandre jusqu'à la paix de Riswick. Il est donné en 1700 à N. marquis de La Boulaye. Engagé dans la guerre de Succession d'Espagne, il est affecté à l'armée de Flandre en 1701, il reprend seul Huy en 1702 par un coup de main qui le couvre de gloire, puis il rejoint l'armée de la Moselle en 1703 et participe à la défense de Traërbach, passe sur le Rhin, et se trouve au siège de Brisach, où il est mis en garnison. Il passe à l'armée des Alpes de 1705 à 1707, et assiste au siège de Nice puis rejoint l'armée du Rhin en 1708. Il est donné le 17 septembre 1711 à Marie-Joseph de Brancas, marquis d'Oyse et est licencié le 7 octobre 1714.
- Régiment d'Orléans

C'est l'ancien régiment d'Anjou-Étranger, qui prend le titre de « régiment d'Orléans » en 1660. Le 12 avril 1661 il absorbe le |régiment du Duc d'Anjou (1647-1661). Le 14 novembre 1691 six compagnies sont tirées du « régiment d'Orléans » pour former le régiment de Chartres. Le 7 octobre 1714 il reçoit l'incorporation du régiment de Labour. Par ordonnance du 30 janvier 1778, la compagnie de grenadiers du bataillon de garnison du régiment forme le régiment des grenadiers royaux de la Champagne. Le « régiment d'Orléans » est devenu depuis la Révolution le 44e régiment d'infanterie de ligne.

Régiment d'Orléans
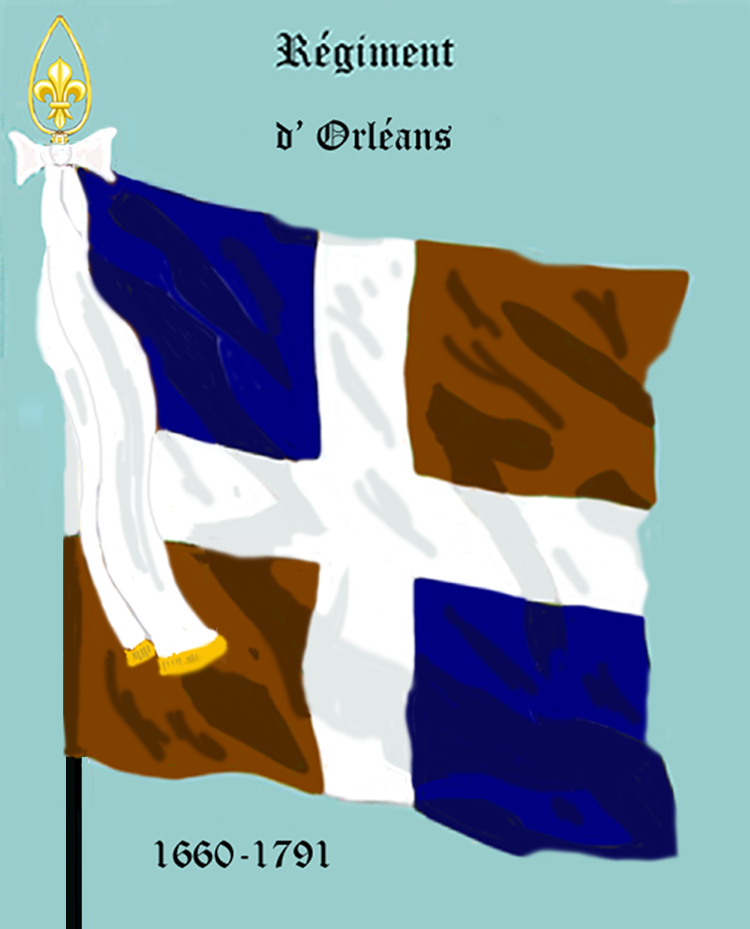
de 1660 à 1791

- Régiment d'Ormoy

C'est l'ancien régiment de Brosses qui prend le nom de « régiment d'Ormoy » après avoir été donné en 1711 à N. d'Ormoy. Engagé dans la guerre de Succession d'Espagne, il sert toujours dans les garnisons. Le régiment est licencié en 1714.
- Régiment d'Ornano 

C'est un régiment, levé le 21 janvier 1569, dans le cadre de la troisième guerre de Religion, par Alphonse d'Ornano et sert en Languedoc. Durant la huitième guerre de Religion, il défend Pont-Saint-Esprit en 1586, chasse les ligueurs de Lyon en 1594, sert en 1596 en Provence et en 1597 dans le Roussillon. Le 20 septembre 1597 le régiment est donné à Jean-Baptiste d'Ornano, comte de Montlaur, fils du précédent colonel, et effectue les campagnes de 1600 et 1601 en Savoie. Donné 25 février 1610 à Henri François Alphonse d'Ornano de Mazargues, frère du précédent participe aux rébellions huguenotes. Son mestre de camp est tué devant Montpellier en 1622. Le régiment est licencié 26 mai 1626.
- Régiment d'Oroze 

C'est un régiment protestant, formé à Alès en septembre 1568, dans le cadre de la troisième guerre de Religion, par N. d'Oroze. Affecté à l'armée dite des Vicomtes il participe, en 1569, à la campagne de Poitou et est licencié le 8 août 1570 à la paix de Saint-Germain-en-Laye.
- Régiment d'Orval

C'est l'ancien régiment de Castelmoron, qui, après avoir été donné à François de Béthune-Sully, comte d’Orval, est renommé « régiment d'Orval » en 1646 et qui prend le nom de régiment de Cugnac en 1647.
- Régiment d'O'Sullivan 

Ce régiment irlandais, est levé le 20 juin 1653 par N. O'Sullivan, dans le cadre de la guerre franco-espagnole. Affecté à l'armée de Champagne, il participe au siège de Clermont-en-Argonne en 1654. Il est incorporé le 6 janvier 1657 dans le régiment Royal-Irlandais.
- Régiment d'Ourches

Ce régiment est levé le 5 juillet 1702 par N. comte d'Ourches. Engagé dans la guerre de Succession d'Espagne il sert à l'armée d'Italie. Il prend le nom de régiment du Boulay après avoir été donné en 1705 à N. du Boulay.
- Régiment d'Ourouër

C'est l'ancien régiment de Vendôme, est renommé « régiment d'Ourouër » en 1726 et qui prend le nom de régiment de Stainville (1743-1745) en 1743.

Régiment d'Ourouër
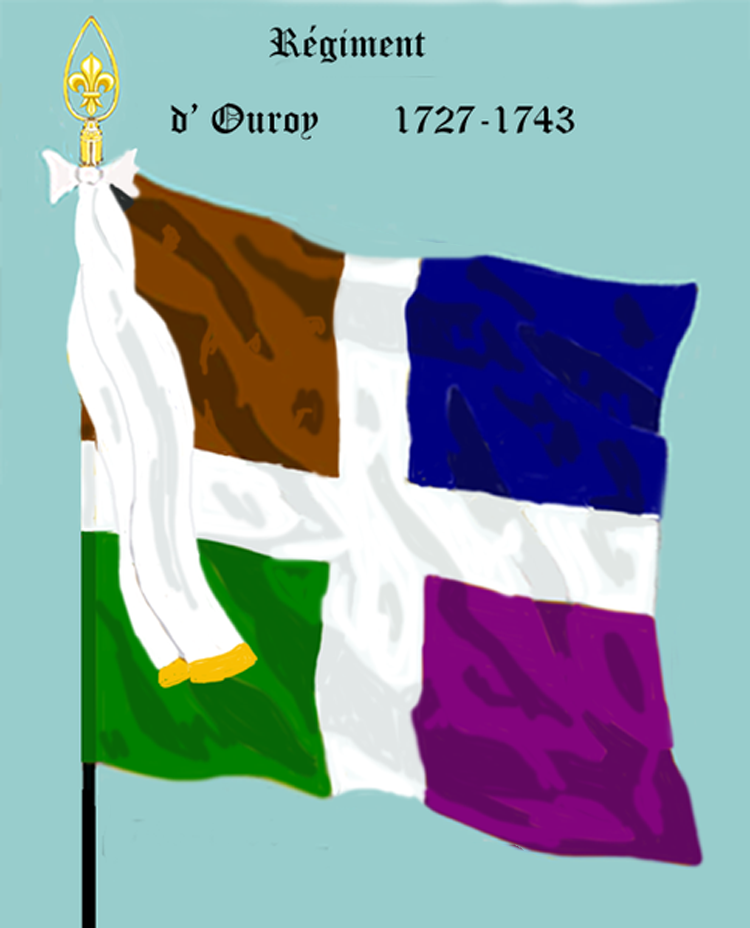
de 1727 à 1743

- Régiment d'Oyse

C'est l'ancien régiment de Brancas (1702-1709), qui est renommé « régiment d'Oyse » après avoir été donné le 13 juillet 1709 à Marie-Joseph de Brancas, marquis d'Oyse, et engagé dans la guerre de Succession d'Espagne. Il prend le nom de régiment de Labadie après avoir été donné le 7 septembre 1711 à N. Labadie.